# Roger Vieillard
Pour les articles homonymes, voir Vieillard.
Roger Vieillard (9 février 1907, Le Mans - 15 décembre 1989, Paris) est un graveur buriniste et illustrateur français, proche des artistes de la nouvelle École de Paris.

## Biographie
Roger Vieillard naît au Mans où son père est en garnison. Son grand-père paternel exploite une fabrique de faïence à Bordeaux et l'un de ses arrière-grands-pères, le peintre Albert Magimel, avait été élève puis ami d'Ingres.
Vieillard se passionne pour le tennis et fait à Paris des études classiques, de lettres et de droit, fréquentant les cours à la Sorbonne de Henri Focillon. En 1930, il effectue son service militaire dans la météorologie. Envoyé au Maroc, il commence à dessiner. Continuant de pratiquer l'entraînement sportif et la compétition, il exerce la profession de banquier pour assurer son indépendance financière, et effectuera une brillante carrière à la Banque nationale pour le commerce et l'industrie qui l'amènera à travailler avec la bourse de New York. 
Au début des années 1930, il fait la connaissance du peintre Jean Bazaine et du graveur britannique Stanley William Hayter à l’Atelier 17. Il y découvre la technique du burin, dans laquelle il se spécialisera. À partir de 1935, il fréquente assidûment pendant deux ans cet atelier et se perfectionne auprès de Hayter et de son ami Joseph Hecht. En 1939, il installe une presse dans son premier atelier. La même année, il épouse l'artiste peintre américaine Anita de Caro, originaire de New York, arrivée en France en 1936, qu'il a rencontrée à l’Atelier 17. 

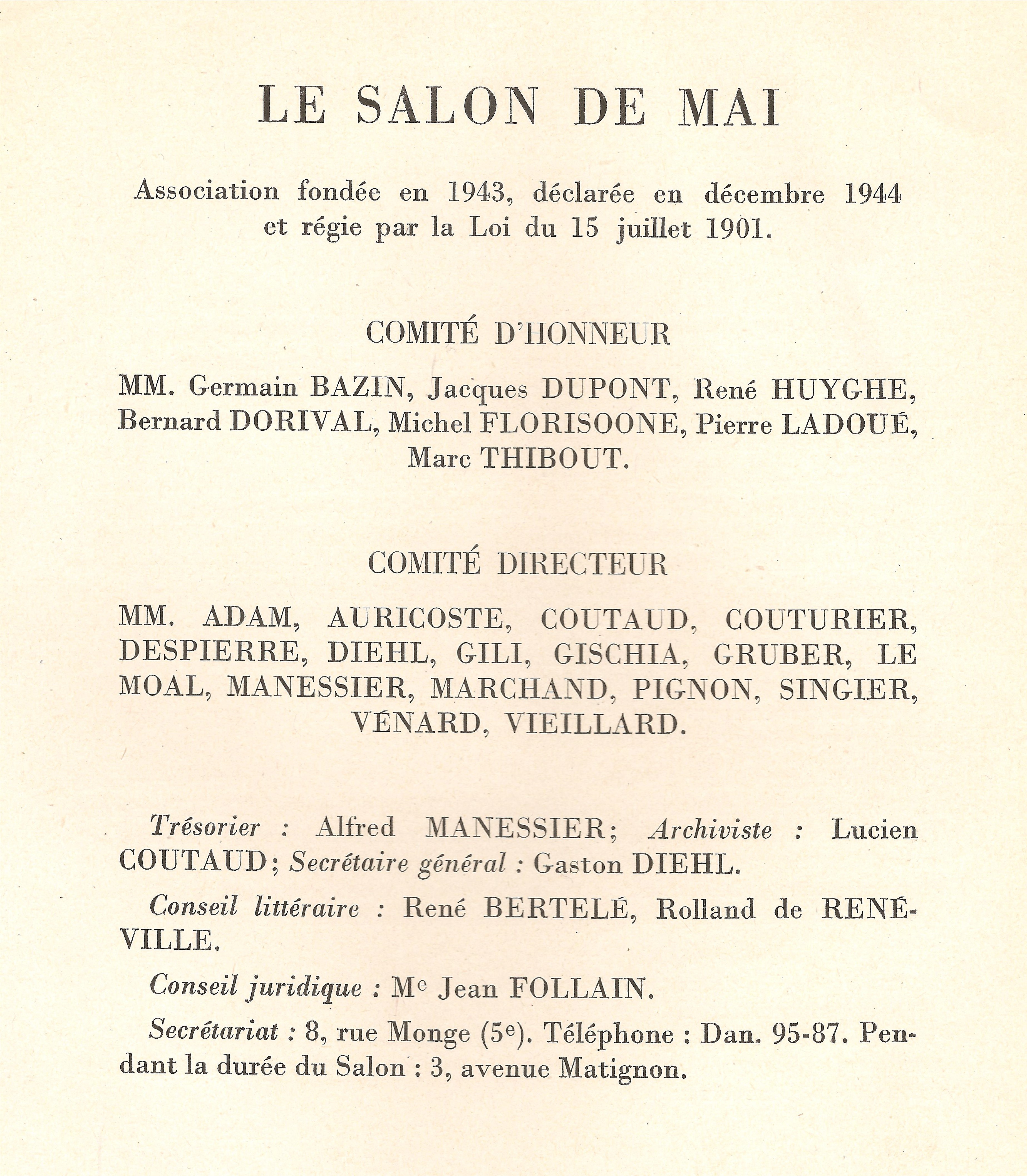
Extrait du catalogue du premier Salon de mai à Paris en 1945.

À la déclaration de la guerre, ils mettent à l'abri une partie de l'œuvre de Joseph Hetch en utilisant le vélo comme moyen de transport. Roger Vieillard, mobilisé, commence son roman Les Rives du Scamandre, qui sera tardivement édité. En 1943, la galeriste Jeanne Bucher organise sa première exposition personnelle et publie son recueil Paysages de France. Roger Vieillard entretient une correspondance avec Hayter qui réside à New York et ils collaborent sur Les Noces de la sirène.
Les années 1947 à 1958 sont marquées par de nombreuses expositions à Rotterdam avec Jacques Houplain et Michel Ciry, à la galerie Billiet-Caputo, à la Biennale de Venise en 1948 et 1950, et à celle de São Paulo en 1953-1954. Ses planches sont inspirées par le monde industriel et son travail à la banque. Le couple voyage et fréquente Jenny Bradley, Dora Maar, Marc et Vava Chagall, ainsi qu'Aimé et Yoyo Maeght. Vers 1957, « le style du buriniste essentiellement graphique et linéaire, évolue vers des recherches de clair obscur, des formes abstraites et des espaces plus ambigus (La nuit danse, les planches de retour du Pays d'ombres). »
À partir de 1960, Roger Vieillard perfectionne un procédé de bas-relief qui combine des moulages en stuc et ses matrices de métal encrées. Imprimant sa plaque sur stuc, il désire donner à l'œuvre moulée, une matière, un volume un poids, une présence, une force qui échappe au papier. Le tirage sur plâtre, appelé par l'artiste « relief gravé », se limite à rarement plus de deux épreuves. En 1967, il organise une exposition des œuvres de son ami Jacques Villon à Lisbonne. Il prend sa retraite et peut se consacrer uniquement à la gravure. Il s'essaie à de nouvelles techniques, en réalisant un bas-relief en pierre de cinq mètres carrés pour l'École normale de Troyes. Il découpe plusieurs petits cuivres qu'il imprime sur une plaque de zinc elle-même détourée, obtenant ainsi des effets de gaufrage entre les plaques ou par des perforations du métal. Entre 1971 et 1972, il crée plusieurs formes et décors pour des pièces en porcelaine à la manufacture nationale de Sèvres. Issue de ces collaborations, la Coupe Omnisports est encore remise chaque année, au nom du président de la République, au vainqueur du Tour de France. 

### Distinctions et décorations
Nommé chevalier de la Légion d'honneur en 1955, sociétaire de la Jeune gravure contemporaine, cofondateur du Salon de mai en 1943, Roger Vieillard est aussi vice-président du Comité national du livre illustré français et président de la Société des peintres-graveurs français. Il est élu en 1989 membre de l'Académie des beaux-arts dans la section de gravure, au fauteuil d'Albert Decaris. Il meurt peu après sa réception.

## L'œuvre
L’œuvre de Roger Vieillard, qui compte 662 estampes, est très personnel, il grave d’un trait précis, incisif, juste et d’une grande habileté. Son style, entre modernité et tradition, est parfaitement identifiable. Il est considéré comme « le plus pur de nos burinistes ». L'art du burin est exigeant, peu d'artistes s'y engagent. Auprès de ceux de George Ball, d'Henri-Georges Adam, Pierre Courtin, Albert Flocon, Ferdinand Springer, Raoul Ubac, Marcel Fiorini, avec qui il a souvent exposé, son œuvre est considéré comme l'un des plus importants dans la gravure du XXe siècle. Il a pratiqué aussi occasionnellement la xylographie pour les lettrines de ses livres illustrés.

En 1981, Roger Vieillard écrit : 

« La ligne du burin est ainsi capable d’interprétations impossibles à la peinture et au dessin. Sa sensibilité est plus vive. Quant au cuivre, le travail terminé, il n’est plus une surface. Il devient un espace et prend trois dimensions. La gravure est plus proche du bas-relief et donc de la sculpture que la peinture ou le dessin. Comme la sculpture elle poursuit dans une matière monochrome les parcours de la ligne dans l’espace. »

— Janine Bailly-Herzberg, Le Dictionnaire de l’estampe en France 1830-1950, Arts et métiers graphiques
« La gravure cet art secret », c’est ainsi qu’il définit lui-même cette pratique à laquelle il consacrera toute sa vie de créateur[réf. souhaitée].

### Livres illustrés

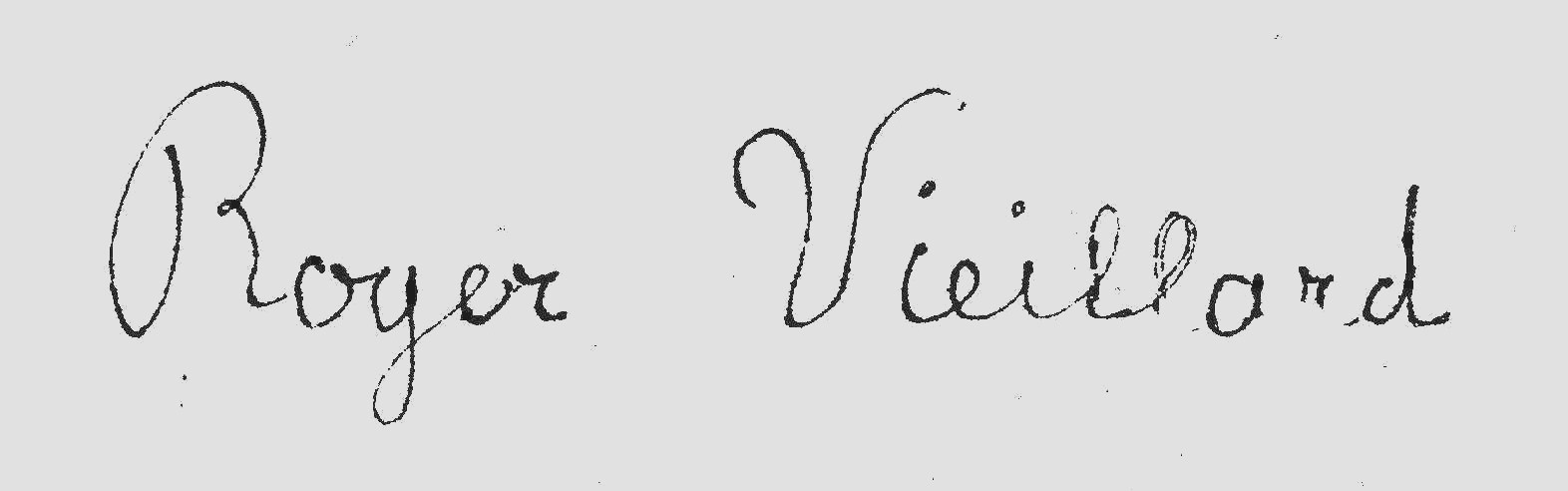
Signature de Roger Vieillard.

L'illustration de livres, une trentaine, représente la moitié de son œuvre gravé.
- La Fable de Phaéton, mise en vers français par Thomas Corneille d'après Ovide, éditions Jack Kahane, 1939
- Paysages de France, 9 gravures au burin, Paris, Jeanne Bucher, 1943
- Hommage à Rimbaud, 19 gravures, éditions du Seuil, Paris, 1945
- Hymne à Déméter, 1946
- Jean Tardieu, Jours pétrifiés, 7 gravures, 1947
- René Descartes, Discours de la méthode, 15 gravures, 1948
- L'Ecclésiaste, 13 gravures, éditions Michel de Romilly, Paris, 1950
- Platon, Le Banquet, 1952
- André Frénaud, Chemin du vain espoir, 9 gravures, éditions Michel de Romilly, Paris, 1956
- Madame de Lafayette, La Princesse de Clèves, 1980
- Saint-John Perse, Amers et Étroits sont les vaisseaux, 1980

## Collections publiques
- Paris, Bibliothèque nationale de France, Cabinet des estampes, plus de cent gravures
- Beauvais, musée départemental de l'Oise
- Bordeaux, bibliothèque municipale
- Musée du dessin et de l'estampe originale de Gravelines, donation de 318 gravures et 40 reliefs gravés
- Musée des beaux-arts de Nantes
- Musée d'art moderne et contemporain de Strasbourg
- Laval, musée-école Adrien Bruneau, donation de gravures et de sa presse suscitée par Bernard Legendre, directeur du lieu, sous l'égide d'Anita de Caro
- Musée national des beaux-arts du Québec[7]
- Musée des beaux-arts de Carcassonne